# ミュージック・オフィス合田
株式会社ミュージック・オフィス合田（ミュージック・オフィスごうだ）は、芸能事務所である。社長は、歌手であり、構成作家、作詞家、作曲家としても活動する合田道人。

## 所属タレント
- 合田道人
- 菅原洋一
- 園まり
- 伊藤咲子
- 大場久美子
- 城みちる
- 姿憲子
- 野路由紀子
- 弘田三枝子
- ジェリー藤尾
- 安藤まり子
- 一節太郎
- 仲宗根美樹
- 浜村美智子
- 二代目コロムビア・ローズ
- 梶光夫
- 妻吹俊哉
- 鳴海周平
- シラカワ夜フネ

## グループ会社
グループ会社
- （有）オフィスキコ
- （有）キタガワサウンズ